# Starorypin Prywatny
Starorypin Prywatny – wieś w Polsce położona w województwie kujawsko-pomorskim, w powiecie rypińskim, w gminie Rypin, przy trasie linii kolejowej Sierpc–Rypin–Brodnica.

## Podział administracyjny
W latach 1975–1998 miejscowość administracyjnie należała do województwa włocławskiego.

## Demografia
Według Narodowego Spisu Powszechnego (III 2011 r.) liczyła 417 mieszkańców. Jest szóstą co do wielkości miejscowością gminy Rypin.

## Historia
Starorypin Prywatny od Rządowego oddziela jeden strumień okresowy i jeden stały. Obydwa mają doliny o bardzo stromych zboczach. Pomiędzy nimi znajduje się wąski fragment wysoczyzny, a na nim grodzisko i plac po dawnym klasztorze bożogrobców, będące pozostałościami po dawnym Rypinie. Przed 1323 rokiem bożogrobcy wznieśli tu murowany wczesnogotycki kościół św. Piotra i Pawła oraz Najświętszej Marii Panny. Kościół w XVI wieku był remontowany. Od XVII wieku następowała powolna dewastacja obiektu. W 1777 roku kościół posiadał jeszcze dach. Prawdopodobnie został poważnie uszkodzony podczas wojen napoleońskich. W 1813 roku był już kompletną ruiną. W 1868 roku pozostałości kościoła rozebrano. Ośrodek starorypiński w 1. połowie XIV wieku posiadał ponadto jeszcze łaźnie i kaplicę św. Marii Magdaleny. Zagadkowa pozostaje kwestia wspominanego przez niektórych badaczy kościoła św. Wojciecha.
Pierwsza osada (zarówno gród, jak i klasztor) została zniszczona całkowicie, prawdopodobnie podczas najazdu Krzyżaków w 1329 roku. Osada przygrodowa musiała mieć spore znaczenie, skoro w dokumentach z 1326 roku, występuje jako civitas czyli miasto. Miasto założono od nowa w innym miejscu (dzisiejszy Rypin), a po starej osadzie pozostała nazwa: Starorypin (pochodzi od stary Rypin). Dziś cały kompleks pokryty zaroślami (drzewa i krzewy). Na szczycie grodziska znajduje się obelisk.